# Гарсия де ла Конча, Виктор
Ви́ктор Гарси́я де ла Ко́нча (исп. Víctor García de la Concha; род. 2 января 1934, Вильявисьоса, Астурия) — испанский филолог, директор Института Сервантеса, в 1998—2010 годах — директор Королевской академии испанского языка.

## Образование
Де ла Конча получил диплом филолога, окончив Университет Овьедо, и теолога в Григорианском университете в Риме. Работал преподавателем в нескольких вузах, среди них — университеты Вальядолида, Мурсии и Сарагосы, затем возглавил кафедру испанской литературы в Саламанкском университете. Несколько лет руководил международными курсами в Саламанкском университете.

## Карьера
Виктор Гарсия де ла Конча стал инициатором научно-популярных сериалов, таких, как «Путешествие в испанский язык» — совместная продукция TVE и Университета Саламанки. Участвовал в написании сценария сериала, посвященного Терезе Авильской. В 1992 году был принят в Испанскую королевскую академию, заняв кресло «С». На следующий год был назначен секретарём, а в 1998 году — директором. Занимал пост директора Академии три срока подряд с 1998 года по 2010 год, на третий срок был избран в качестве исключения, оставил пост в связи с тем, что директор Академии имеет право занимать этот пост только дважды. В 2009 году был награждён Премией Ласаро Карретера, а в 2010 году король Испании Хуан Карлос I посвятил его в рыцари ордена Золотого руна. В 2011 году Виктор Гарсия де ла Конча получил международную премию Менендеса Пелайо. В 2012 году был выбран директором Института Сервантеса.

## Публикации
Область научных интересов Виктора Гарсии де ла Конча — тексты эпохи Возрождения и испанская поэзия XX века. Является автором исследований жизни и творчества Св. Терезы Авильской и Св. Хуана де ла Крус. Опубликованы его труды о новом прочтении романа «Ласарильо с Тормеса», а также об Антонио Небрихе, Гарсиласо де ла Веге, Луисе де Леоне и о жанре биографий в эпоху Возрождения.
Защитил докторскую диссертацию о творчестве испанского поэта XX века Переса Айялы, а позже опубликовал исследования творчества Хуана Рамона Хименеса, Антонио Мачадо, Морено Вильи, Леона Фелипе. Автор книги «Испанский сюрреализм». Редактор целого ряда антологий испанской поэзии.

## Honoris causa
- Весной 1997 года Виктор Гарсия де ла Конча получил степень доктора Honoris Causa в области гуманитарных исследований Университета Брауна (США, Род-Айленд).
- В 2000 году, во время визита в столицу Гондураса, он получил степень доктора Honoris Causa в области филологии в Национальном педагогическом университете «Франсиско Морасан» в Тегусигальпе.
- В 2000 году стал почетным профессором Государственного университета Сан-Маркос Архивная копия от 28 февраля 2007 на Wayback Machine (Перу).
- В 2004 году стал доктором Honoris Causa Вальядолидского университета и Мадридского университета в Алкала-де-Энаресе .

## Награды
| Страна  | Дата              | Награда                                           | Награда                                           | Литеры |
| ------- | ----------------- | ------------------------------------------------- | ------------------------------------------------- | ------ |
| Испания | 22 января 2010 —  | Рыцарь ордена Золотого руна                       | Рыцарь ордена Золотого руна                       |        |
| Мексика | 21 августа 2015 — | Кавалер Большого креста ордена Ацтекского орла    | Кавалер Большого креста ордена Ацтекского орла    |        |
| Испания | 2017 —            | Кавалер Большого креста ордена Альфонса X Мудрого | Кавалер Большого креста ордена Альфонса X Мудрого |        |